# Shannen Doherty
Shannen Maria Doherty (Memphis, Tennessee, 12 de abril de 1971-Malibú, California, 13 de julio de 2024) fue una actriz estadounidense, conocida principalmente por su papel de Maggie Malene en Girls Just Want to Have Fun (1985), Heather Duke en la película de humor negro Heathers (1988), Brenda Walsh en la serie Beverly Hills, 90210 (1990-1994) y como Prue Halliwell en la serie de The WB Charmed (1998-2001).

## Primeros años
Nació en Memphis, Tennessee, hija de Rosa, dueña de un salón de belleza y Tom Doherty, un asesor hipotecario. Contaba con ascendencia irlandesa por parte de su padre y ascendencia inglesa, escocesa e irlandesa por parte de su madre. Fue criada como bautista.

## Carrera

### 1982-1988: primeros papeles
Doherty comenzó a demostrar interés por la actuación cuando tenía nueve años de edad. En 1981, a sus diez años, apareció por primera vez en la televisión; desempeñó un pequeño papel en un episodio de la teleserie Father Murphy. En 1982 le puso la voz al personaje de Teresa en la película The Secret of NIMH. En ese mismo año, también apareció en el largometraje Night Shift, donde interpretó el papel de Bluebird. Entre los años 1982 y 1983, interpretó el personaje de Jenny Wilder en la serie televisiva Little House on the Prairie. Este mismo personaje desempeñó en las películas para televisión Little House: The Last Farewell y Little House: Bless All the Dear Children, las cuales fueron basadas en la serie Little House on the Prairie.
En 1985, interpretó a Maggie Malene en la comedia cinematográfica para adolescentes Girls Just Want to Have Fun junto a las actrices Helen Hunt y Sarah Jessica Parker. Doherty fue elegida como la hermana mayor de Witherspoon, Kris, en el drama familiar Our House, que se desarrolló entre 1986 y 1988.

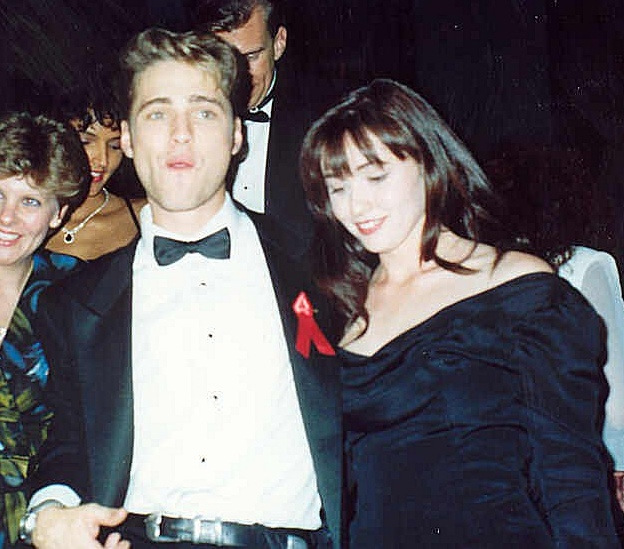
Doherty y Jason Priestley en 1992.

### 1989-2010: estrellato y reconocimiento
Algunos de sus mayores éxitos fueron Beverly Hills, 90210, en la que personificó a una típica adolescente estadounidense: Brenda Walsh, junto con Jason Priestley, Luke Perry y Jennie Garth, y Charmed, en la que participó durante tres temporadas interpretando, junto con Holly Marie Combs (Piper) y Alyssa Milano (Phoebe), a la mayor de las hermanas Halliwell: Prue Halliwell, en un trío de brujas que deben cuidar su secreto y luchar constantemente contra las fuerzas del mal. En 2001 dejó la serie por problemas con Alyssa Milano y la producción de la serie.
Aceptó volver a interpretar a Brenda Walsh, papel que la lanzó a la fama, en la nueva Beverly Hills 90210 que se empezó a emitir en septiembre de 2008. Jennie Garth (Kelly) también volvió a la serie. Ambas interpretaron sus mismos papeles, pero ya adultas. En 2009 decidió ser la portada del mes de febrero de Playboy.

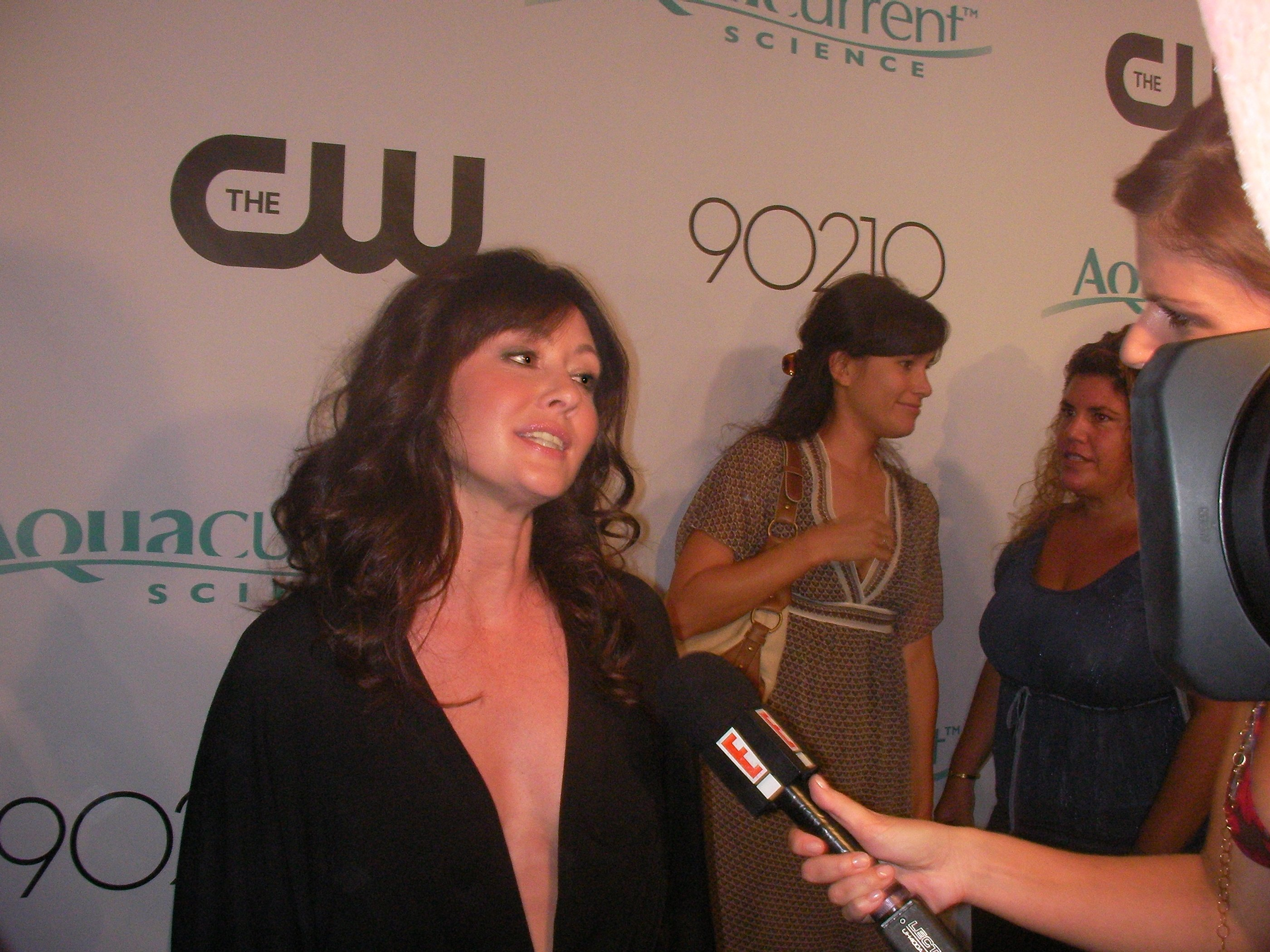
Doherty durante una entrevista

En 1992 protagonizó el videoclip Real Love del grupo de hard rock estadounidense Slaughter. En 2009 filmó Burning Palms (estrenada en 2010), una película que trata de cinco historias entrelazadas junto con Paz Vega; le siguen los filmes Encounter With Danger, y Beautiful Outsiders, donde supuestamente puso fin a su carrera como actriz para ser directora de arte de una prestigiosa revista californiana. Pero estrenó una nueva película para la cadena Hallmark Channel en 2010.
El 1 de marzo de 2010, se anunció que participaba como celebridad concursante en la décima temporada de Dancing with the Stars. La temporada se estrenó el lunes 22 de marzo de 2010. Le asignaron como pareja de baile al bicampeón Mark Ballas —en su sexta temporada en el programa—, pero fue la primera pareja en ser eliminada en la segunda semana el 30 de marzo. Doherty regresó para el final.

### 2011-2024: últimos papeles
El 21 de julio de 2011, WE tv anunció que Doherty protagonizaría un reality show de una hora que la seguiría a ella y a su prometido, Kurt Iswarienko, mientras planeaban su boda. El programa, Shannen Says, se estrenó el 10 de abril de 2012.
Más tarde, en 2012, se convirtió en la portavoz de Education Connection y apareció en un episodio de The New Normal como su personaje Brenda Walsh de Beverly Hills, 90210. El 24 de julio de 2014, se anunció que junto a su ex coprotagonista de Charmed, Holly Marie Combs, protagonizarían su propio reality show de viaje llamado Off the Map with Shannen & Holly, que se estrenó en Great American Country el 2 de enero de 2015. La serie de seis episodios siguió a la pareja viajando por el sureste de Estados Unidos, con paradas en Kentucky, Tennessee, Misisipi, Alabama, Georgia y Florida.
En noviembre de 2016, se unió al elenco de Heathers, originalmente programada para emitirse en Paramount Network en marzo de 2018.  Interpretó a la madre de uno de los miembros de la nueva generación de Heathers, diferente del personaje de Heather Duke que ella originó en la película de 1989. Sin embargo, el tiroteo en la escuela de Parkland afectó el estreno del programa, que se retrasó debido a su tono oscuro y temas de violencia en la escuela secundaria. En junio de 2018, la cadena decidió cancelar el programa por completo; aunque finalmente la serie se emitió durante cinco noches en octubre de 2018.

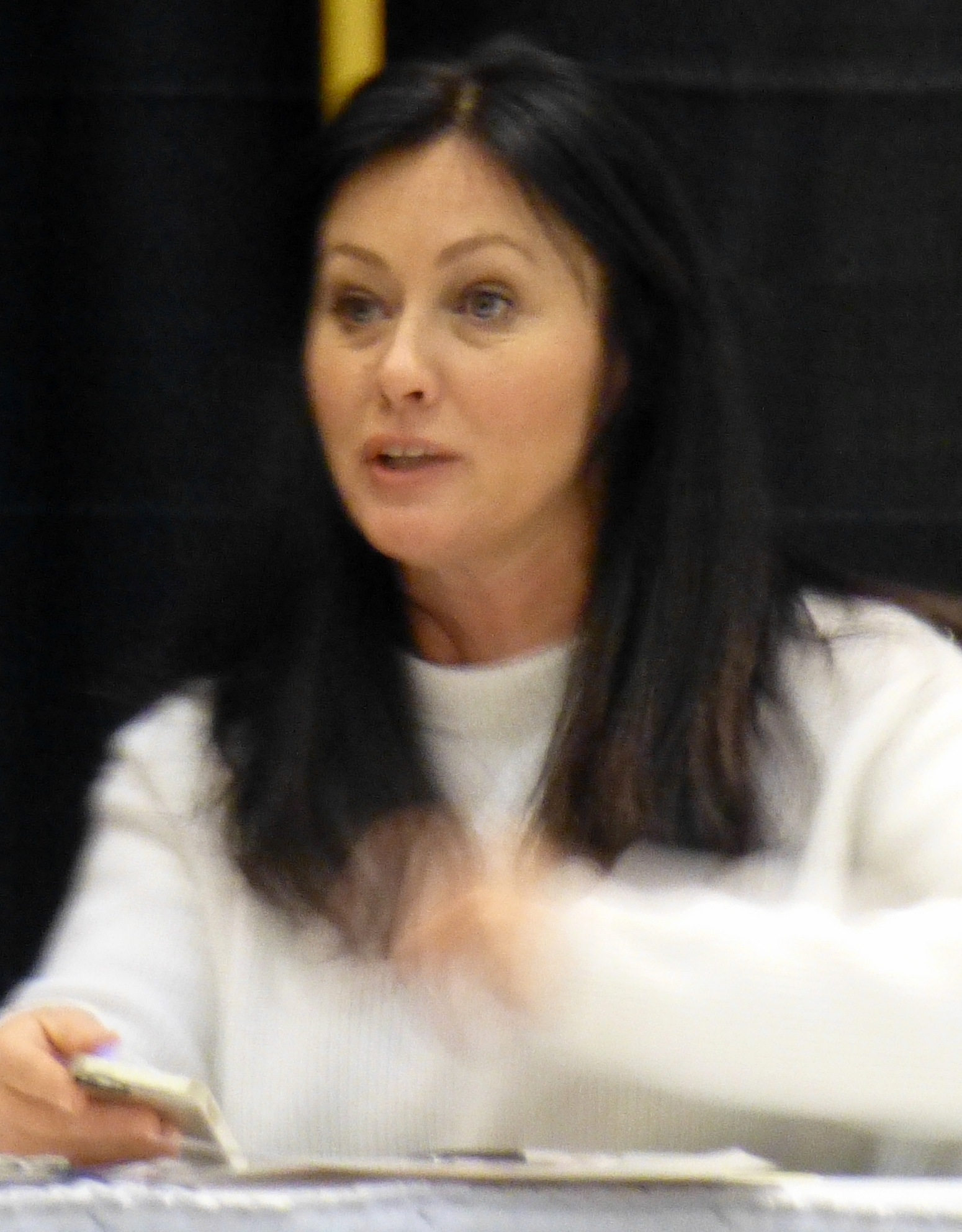
Doherty en 2015

Doherty reemplazó su papel de Brenda Walsh en la serie secuela de BH90210, estrenada el 7 de agosto de 2019, en FOX.En el mismo año participó en la película Undateable John, protagonizada junto a Daryl Hannah, Tom Arnold y Margaret Cho.
En 2021, se estrenó la película  Fortress junto a Jesse Metcalfe, Bruce Willis, Chad Michael Murray y Kelly Greyson. Tuvo un estreno limitado en cines de Estados Unidos en diciembre de 2021 y fue distribuida por Lionsgate Films.
En noviembre de 2023, estrenó su pódcast Let´s Be Clear, en el cual habló de su vida personal y su diagnóstico de cáncer. Tuvo de invitados a Holly Marie Combs, Kevin Smith y Jason Priestley, entre otros. En 2024, se estrenó uno de sus últimos proyectos Darkness of Man, donde interpreta a Vivian. La película de suspenso se lanzó por video bajo demanda el 21 de mayo de 2024.

## Vida personal
A principios de 1993, estuvo brevemente comprometida con el heredero de Max Factor, Dean Jay Factor, antes de solicitar una orden de restricción el 25 de mayo de 1993. Alegó violencia física y amenazas hacia su persona por parte de Doherty, aunque el padre de Doherty afirmó que el abuso provino de Factor y no de ella. El 11 de octubre de 1993, se casó con Ashley Hamilton, hijo de los actores George Hamilton y Alana Collins. Solicitaron el divorcio en abril de 1994.
En 2002, se casó con Rick Salomon; pero el matrimonio fue anulado después de nueve meses. El 15 de octubre de 2011, se casó con el fotógrafo Kurt Iswarienko en Malibú, California. En abril de 2023, anunció que había solicitado el divorcio. En junio de 2024, salió a la luz pública que pidió dinero y una pensión judicialmente a su exmarido por no poder pagar las facturas sanitarias. En julio, días antes de fallecer, un juzgado de la ciudad de Los Ángeles, California, dictaminó su divorcio.

### Salud
En 1999, anunció que le diagnosticaron la enfermedad de Crohn.
En marzo de 2015, se le diagnosticó cáncer de mama, que se había diseminado a sus ganglios linfáticos. En febrero de 2016, reveló que estaba recibiendo tratamiento antiestrógeno para reducir el tamaño del tumor y permitir el tratamiento mediante tumorectomía en lugar de mastectomía.  Debido a la presencia de tumores múltiples, no fue posible realizar una lumpectomía, por lo que se realizó una única mastectomía en mayo de 2016. La cirugía reveló que «una de las células cancerosas sobresalía del nódulo linfático». Debido a que el cáncer estaba más avanzado de lo que se pensaba anteriormente, Doherty se sometió a quimioterapia y radioterapia después de la cirugía.
El 29 de abril de 2017, anunció que su cáncer estaba en remisión. El 4 de febrero de 2020, anunció que el cáncer había vuelto y que se encontraba en fase IV. En octubre de 2021, proporcionó una actualización sobre su tratamiento durante una entrevista con Juju Chang, de ABC News.
En junio de 2023, anunció que el cáncer se había extendido a su cerebro. Falleció el 13 de julio de 2024. Días antes de su muerte, arruinada para poder pagar el tratamiento,  narró sus problemas para encontrar pareja y de su lucha contra el cáncer: «Sé que tengo fecha de caducidad».

### Política
Doherty estaba registrada en el Partido Republicano de Estados Unidos. Según la revista Complex en 2012, dijo: «Me doy cuenta de que la mayoría de las personas en el negocio del entretenimiento son demócratas. No tengo ningún problema con eso. Y ellos no deberían tener ningún problema con el hecho de que soy republicana».

## Filmografía

### Cine
| Año  | Título                              | Papel               | Dirección             |
| ---- | ----------------------------------- | ------------------- | --------------------- |
| 1982 | The Secret of NIMH                  | Teresa Brisby (voz) | Don Bluth             |
| 1982 | Night Shift                         | Bluebird            | Ron Howard            |
| 1985 | Girls Just Want to Have Fun         | Maggie Malene       | Alan Metter           |
| 1988 | Heathers                            | Heather Duke        | Michael Lehmann       |
| 1994 | Almost Dead                         | Katherine Roshak    | Ruben Preuss          |
| 1994 | The Naked Gun 33⅓: The Final Insult | Ella misma          | Peter Segal           |
| 1995 | Mallrats                            | Rene Mosier         | Kevin Smith           |
| 1997 | Nowhere                             | Val-Chick 2         | Gregg Araki           |
| 1999 | Striking Poses                      | Gage Sullivan       | Gail Harvey           |
| 2001 | Jay and Silent Bob Strike Back      | Ella misma          | Kevin Smith           |
| 2010 | Burning Palms                       | Dr. Shelly          | Christopher Landon    |
| 2013 | Bukowski                            | Katherina Bukowsk   | James Franco          |
| 2014 | Undateable John                     | Charlene            | Demian Lichtenstein   |
| 2016 | Back in the Day                     | María               | Paul Borghese         |
| 2016 | How to Make a Deal with the Devil   | El diablo           | Pearry Teo            |
| 2017 | Bethany                             | Susan               | James Cullen Bressack |
| 2021 | La Fortaleza                        | Doobs               | James Cullen Bressack |
| 2021 | Hot Seat                            | Pam Connelly        | James Cullen Bressack |
| 2022 | La Fortaleza 2                      | Doobs               | Josh Sternfeld        |
| 2024 | Darkness of Man                     | Vivian              | James Cullen Bressack |

### Televisión
| Año       | Serie                            | Personaje                      | Notas                                                                     |
| --------- | -------------------------------- | ------------------------------ | ------------------------------------------------------------------------- |
| 1981      | Father Murphy                    | Drusilla Shannon               | 2 episodios                                                               |
| 1982      | The Phoenix                      | Pequeña niña                   | Episodio: «One of Them»                                                   |
| 1982      | Voyagers!                        | Betty Parris                   | Episodio: «Agents of Satan»                                               |
| 1982-1983 | Little House on the Prairie      | Jenny Wilder                   | 18 episodios                                                              |
| 1983      | Magnum, P.I.                     | Ima Platt                      | Episodio: «A Sense of Debt»                                               |
| 1984      | Airwolf                          | Phoebe Danner                  | Episodio: «Bite of the Jackal»                                            |
| 1985      | Robert Kennedy and His Times     | Kathleen Kennedy               | 3 episodios                                                               |
| 1985      | The New Leave It to Beaver       | Laurie                         | Episodio: «Steppin' Out»                                                  |
| 1985      | Highway to Heaven                | Shelley Fowler                 | Episodio: «The Secret»                                                    |
| 1986      | Más allá de la ley               | Andrea Halifax                 | Episodio: «Outlaws»                                                       |
| 1986-1988 | Nuestra casa                     | Kris Witherspoon               | 46 episodios                                                              |
| 1989      | 21 Jump Street                   | Janine DeGray                  | Episodio: «Things We Said Today»                                          |
| 1990      | Life Goes On                     | Ginny Green                    | Episodio: «Corky's Crush»                                                 |
| 1990-1994 | Beverly Hills, 90210             | Brenda Walsh                   | 112 episodios                                                             |
| 1992      | The Secret of Lost Creek         | Jeannie Fogle                  | 4 episodios                                                               |
| 1994      | Rebel Highway                    | Angel Norton                   | Episodio: «Jailbreakers»                                                  |
| 1998-2001 | Charmed                          | Prue Halliwell                 | 66 episodios                                                              |
| 2001      | Gary & Mike                      | Breeze (voz)                   | Episodio: «Phish Phry»                                                    |
| 2004-2005 | North Shore                      | Alexandra Hudson               | 11 episodios                                                              |
| 2005      | Love, Inc.                       | Denise Johnson                 | Piloto                                                                    |
| 2005      | Category 7: The End of the World | Faith Clavell                  | 2 episodios                                                               |
| 2008-2009 | 90210                            | Brenda Walsh                   | 7 episodios                                                               |
| 2010      | Mari-Kari                        | Mari/Kari                      | 8 episodios                                                               |
| 2011      | Suite 7                          | Adrienne                       | Episodios: «Captive Audience» y «Company», también directora y productora |
| 2012      | The New Normal                   | Brenda Walsh / ella misma      | Episodio: «The XY Factor»                                                 |
| 2016      | Rock in a Hard Place             | Janice                         | Episodio: «Pilot»                                                         |
| 2018      | Heathers                         | Madre de JD                    | 3 episodios                                                               |
| 2019      | BH90210                          | Brenda Walsh / Shannen Doherty | 6 episodios                                                               |
| 2019      | Riverdale                        | Mujer                          | Episodio: «Chapter Fifty-Eight: In Memoriam» (4.01)                       |

| Año  | Serie                            | Notas                             |
| ---- | -------------------------------- | --------------------------------- |
| 2003 | Scare Tactics                    | Temporada 1                       |
| 2006 | Breaking Up with Shannen Doherty | Productora ejecutiva              |
| 2010 | Dancing with the Stars           | Décima temporada                  |
| 2011 | Les Anges de la téléréalité      | Tercera temporada                 |
| 2012 | Shannen Says                     | 8 episodios, productora ejecutiva |
| 2015 | Off the Map with Shannen & Holly | 6 episodios, productora ejecutiva |

| Año  | Serie                                          | Personaje                       | Notas                                                                  |
| ---- | ---------------------------------------------- | ------------------------------- | ---------------------------------------------------------------------- |
| 1983 | Little House: Look Back to Yesterday           | Jenny Wilder                    | Película de TV                                                         |
| 1984 | Little House: The Last Farewell                | Jenny Wilder                    | Película de TV                                                         |
| 1984 | Little House: Bless All The Dear Children      | Jenny Wilder                    | Película de TV                                                         |
| 1985 | The Other Lover                                | Alson Fielding                  | Película de TV                                                         |
| 1987 | Alf Loves a Mystery                            | Mujer de rojo                   | Película de TV                                                         |
| 1990 | Jóvenes intrépidos                             | Lindsay Scott                   | Película de TV                                                         |
| 1991 | Forever Young                                  | Chica de fiesta                 | Película de TV                                                         |
| 1992 | Obsessed                                       | Lorie Brindel                   | Película de TV                                                         |
| 1993 | Freeze Frame                                   | Lindsay Scott                   | Película de TV                                                         |
| 1994 | Blindfold: Acts of Obsession                   | Madeleine Dalton                | Película de TV                                                         |
| 1994 | A Burning Passion: The Margaret Mitchell Story | Margaret Mitchell               | Película de TV                                                         |
| 1996 | Gone in the Night                              | Cyndi Dowaliby                  | Película de TV                                                         |
| 1997 | Friends 'Til the End                           | Heather Romley                  | Película de TV                                                         |
| 1997 | Sleeping with the Devil                        | Rebecca Dubrovich               | Película de TV                                                         |
| 1997 | The Ticket                                     | CeeCee Reicker                  | Película de TV                                                         |
| 2000 | Satan's School for Girls                       | Beth Hammersmith / Karen Oxford | Película de TV                                                         |
| 2001 | Another Day                                    | Kate                            | Película de TV                                                         |
| 2002 | The Rendering                                  | Sarah Reynolds                  | Película de TV                                                         |
| 2002 | Hell on Heels: The Battle of Mary Kay          | Lexi Wilcox                     | Película de TV                                                         |
| 2003 | Nightlight                                     | Celeste Timmerman               | Película de TV                                                         |
| 2007 | Christmas Caper                                | Kate Dove                       | Película de TV                                                         |
| 2008 | Kiss Me Deadly                                 | Marta                           | Película de TV                                                         |
| 2008 | The Lost Treasure of the Grand Canyon          | Susan Jordan                    | Película de TV                                                         |
| 2009 | Encounter with Danger                          | Lori                            | Película de TV                                                         |
| 2010 | Growing the Big One                            | Emma Silber                     | Película de TV                                                         |
| 2012 | Witchslayer Gretl                              | Gretl                           | Película de TV                                                         |
| 2014 | All I Want for Christmas                       | Brenda Patterson                | Película de TV                                                         |
| 2014 | Blood Lake: Attack of the Killer Lampreys      | Cate Parker                     | Película de TV                                                         |
| 2018 | No One Would Tell (Nadie lo diría)             | Laura Collins                   | Película de TV, nueva versión de la película No One Would Tell de 1996 |
| 2021 | Dying to Belong                                | Katherine                       | Película de TV                                                         |
| 2021 | Los deseos de toda una vida                    | Diana Carroll                   | Película de TV                                                         |

| Año       | Serie                                        | Personaje           | Notas                                | Ref(s). |
| --------- | -------------------------------------------- | ------------------- | ------------------------------------ | ------- |
| 2010      | Mari-Kari                                    | Mari/Kari (voz)     | 1 episodio                           | [ 53 ]  |
| 2012      | Naked in Venice                              | Director Productora | Video musical para Radical Something | [ 54 ]  |
| 2014      | Pure                                         | Director Productora | Video musical para Radical Something | [ 55 ]  |
| 2014      | Borgore & Sikdope: Unicorn Zombie Apocalypse | News Anchor         | Cortometraje                         | [ 56 ]  |
| 2023-2024 | Let's Be Clear with Shannen Doherty          | Ella misma          | Pódcast                              | [ 26 ]  |
| 2024      | House of Halliwell                           | Ella misma          | Pódcast                              | [ 57 ]  |

### Videos musicales
| Año  | Sencillo  | Artista   | Ref.   |
| ---- | --------- | --------- | ------ |
| 1992 | Real Love | Slaughter | [ 58 ] |

## Premios y reconocimientos
| Institución          | Año  | Título/categoría | Proyecto                           |
| -------------------- | ---- | --- | ---------------------------------- |
| Premio Artista Joven | 1983 | Nominación: Mejor actriz joven, como actor invitado en una serie. | Father Murphy (1981)               |
| Premio Artista Joven | 1983 | Nominación: Mejor actriz joven, en serie dramática. | Little House on the Prairie (1974) |
| Premio Artista Joven | 1984 | Nominación: Mejor actriz joven, en serie dramática. | Little House on the Prairie (1974) |
| Premio Artista Joven | 1985 | Nominación: Mejor actriz joven, como actor invitado en una serie. | Airwolf (1984)                     |
| Premio Artista Joven | 1987 | Nominación: Actuación excepcional de una actriz joven, nueva serie de drama o comedia. | Nuestra casa (1986)                |
| Premio Artista Joven | 1988 | Nominación: Mejor actriz estelar, en una serie dramática. | Nuestra casa (1986)                |
| Premio Artista Joven | 1991 | Nominación: Elenco joven destacado en una serie de televisión. Junto con Jason Priestley, Luke Perry, Jennie Garth, Brain Austin Green, Douglas Emerson, Ian Ziering, Gabrielle Carteris, Tori Spelling. | Beverly Hills 90210 (1990)         |
| Premio Artista Joven | 1991 | Nominación: Mejor actriz estelar, en una serie de televisión. | Beverly Hills 90210 (1990)         |
| Premio Artista Joven | 1992 | Ganadora: Elenco joven destacado en una serie de televisión. Junto con Jason Priestley, Luke Perry, Jennie Garth, Brain Austin Green, Ian Ziering, Gabrielle Carteris, Tori Spelling.                    | Beverly Hills 90210 (1990)         |
| Premio Artista Joven | 1992 | Nominación: Mejor actriz estelar, en una serie de televisión. | Beverly Hills 90210 (1990)         |
| Premio Artista Joven | 1993 | Ganadora: Elenco joven destacado en una serie de televisión. Junto con Jason Priestley, Luke Perry, Jennie Garth, Brain Austin Green, Ian Ziering, Gabrielle Carteris, Tori Spelling.                    | Beverly Hills 90210 (1990)         |
| TV Land Awards       | 2007 | Nominación: Mejor rompimiento amoroso, compartido con Luke Perry | Beverly Hills 90210 (1990)         |
| Bravo Otto           | 1992 | Ganadora: Mejor estrella femenina en televisión. | Beverly Hills 90210 (1990)         |
| Bravo Otto           | 1993 | Ganadora: Mejor estrella femenina en televisión. | Beverly Hills 90210 (1990)         |
| Bravo Otto           | 1994 | Nominación: Mejor estrella femenina en televisión. | Beverly Hills 90210 (1990)         |
| Premios Saturn       | 1999 | Nominación: Mejor actriz en TV de género. | Charmed(1998)                      |
| Premios Saturn       | 2000 | Nominación: Mejor actriz en TV de género. | Charmed (1998)                     |